# 山城駅 (熊本県)
山城駅（やましろえき）は、かつて熊本県鹿本郡植木町正清（現・熊本市北区植木町正清）付近にあった山鹿温泉鉄道の駅（廃駅）である。

## 歴史
- 1955年（昭和30年）4月1日：山鹿温泉鉄道の駅として開業[1]。
- 1965年（昭和40年）2月4日：全線廃止に伴い廃止。

## 駅構造
1面1線式のホームを持つ地上駅。レールバス用の簡素な停留所であった。

## 駅周辺
- 熊本市立田底小学校
- 熊本県道330号熊本山鹿自転車道線（鉄道廃線転用道路）

## 現在
- 駅の遺構は残っていない。
- 線路跡は自転車道に転用された。

## 隣の駅
山鹿温泉鉄道
山鹿温泉鉄道線
平島温泉駅 - 山城駅 - 宮原駅